# 日曹コンツェルン
日曹コンツェルン（にっそうコンツェルン）は、中野友禮によって生まれた昭和期の新興財閥。十五大財閥の1つ。

## 歴史
中野友禮が大学時代に食塩電解法によるソーダ製造に成功し特許を取得。その技術を元に、1918年には京城府に日曹朝鮮鉱業株式会社、1920年には日本曹達株式会社を設立。好景気、株式公開の資金を元にソーダ生産企業を傘下におさめていき事業を拡大していく。
日本曹達の出資先に、葡萄鉱山株式会社（1917年設立）、日曹製作所株式会社（1925年）、興亞石油株式会社（1933年）、九州曹達株式会社（1935年設立）、日曹鉱業株式会社（1937年）、日本水素鉱業株式会社（1937年）、株式会社大和金属工業所（1938年）、魚油配給統制会社（1938年）、曹達工業薬品配給株式会社（1942年）。
しかし、1930年代後半には急速な成長による組織の未整備、借入金の増大などで事業が悪化。中野は退陣し、政府主導による事業統合などにより事実上の解散。敗戦後、占領軍の財閥解体の指令により正式に解体された。

## 解体後
現在事業を継承している会社は日本曹達、大平洋金属、興人（三菱商事グループ）、日曹金属化学、日曹油化工業（丸善石油化学グループ。現在は丸善石化に合併）、三和倉庫（日本曹達グループ）、三菱伸銅（三菱系列・現在は三菱マテリアルに合併）など。